# Sweti Georgi (Edirne)

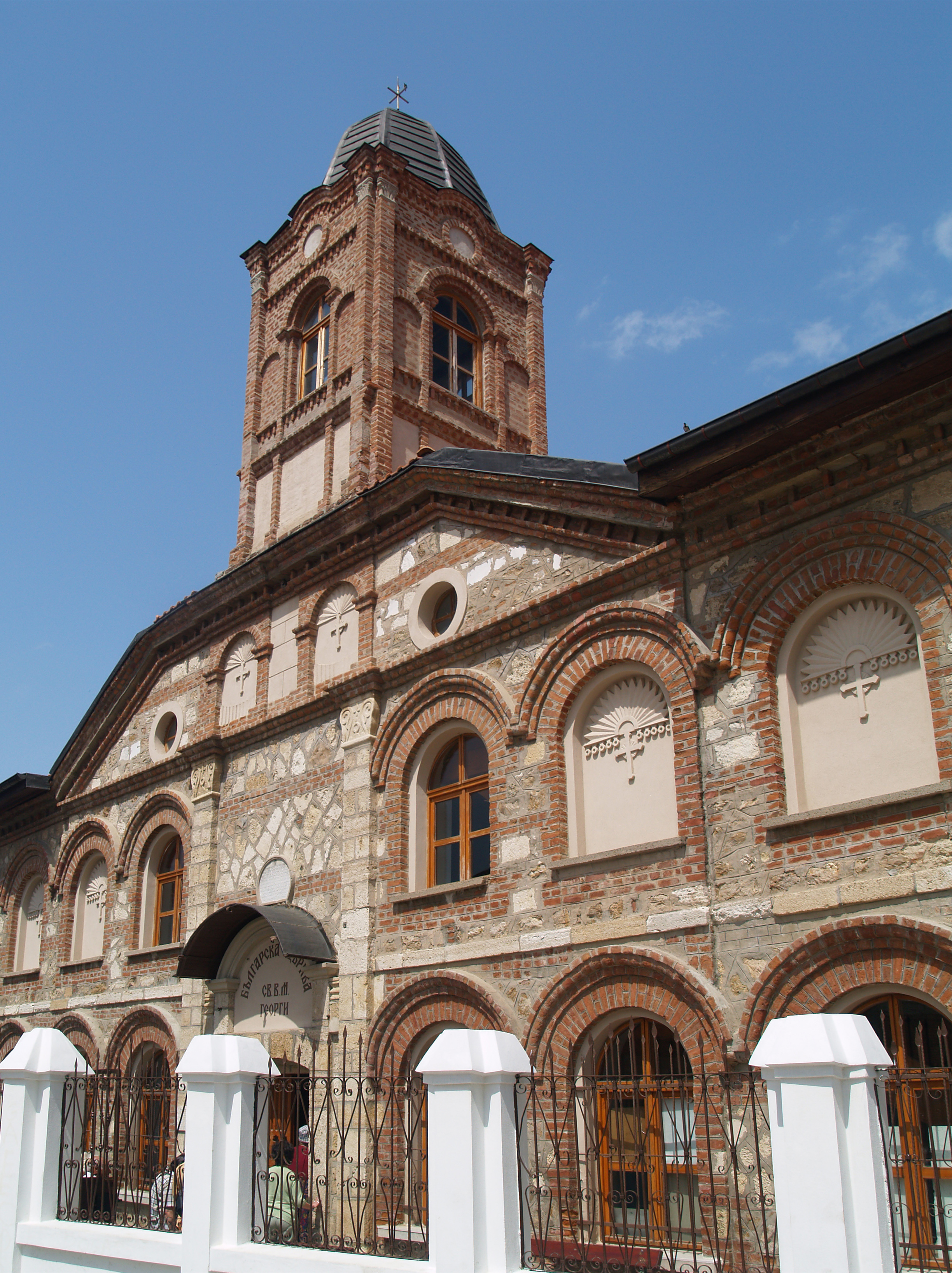
Fassade der Georgskirche in Edirne

Die Kirche Sweti Georgi (bulgarisch църква „Свети Георги“, St.-Georgs-Kirche, türkisch Sv Georgi Kilisesi) ist eine bulgarisch-orthodoxe Kirche in Edirne (bulg. Odrin) im Nordwesten der Türkei. Sie ist dem heiligen Georg geweiht. Sie ist neben der St.-Konstantin-und-Helena-Kirche (erbaut 1869) die einzige noch erhaltene bulgarische Kirche in Edirne. Beide Kirchen sind auch die einzigen erhaltenen überhaupt in der Stadt.

## Lage
Die Georgskirche befindet sich in der ostthrakischen, türkischen Stadt Edirne. Sie liegt im nordöstlichen Teil der Stadt im Bezirk Kıiık in der Machalla Barutluk.

## Geschichte
Die Georgskirche ist eine dreischiffige Basilika mit erhöhter Decke, charakteristisch für die Architektur der späten Wiedergeburtszeit. Nach lokaler Überlieferungen befand sich eine frühere Kirche am gleichen Standort. Die Georgskirche hat eine Fläche von 320 m² und ist innen mit Holzschnitzereien und Ikonen ausgeschmückt. Der Grundstein der Kirche wurde am 23. Apriljul. / 5. Mai 1880greg. (Georgstag) gelegt. Noch im selben Jahr wurde der Bau vollendet. Zu dieser Zeit lebte in der Stadt eine große bulgarische Minderheit. Der Bau der Georgskirche wurde mit einem Erlass (Berât) des Sultans Abdülhamid II. und dem Wohlwollen des Walis von Edirne Rauf Pasa erlaubt.
Nach dem Zweiten Balkankrieg von 1913, als die Bulgaren Ostthrakiens vertrieben wurden, verfiel die Kirche langsam, entging jedoch dem Schicksal der Zerstörung wie andere bulgarische Kirchenbauten in der Region. 1951 wurde die Kirche geschlossen. Am 1. September 2003 begannen die Sanierungsarbeiten, und am 26. Apriljul. / 9. Mai 2004greg. (Sonntag nach dem Georgstag) wurden die Tore der sanierten Kirche im Beisein des bulgarischen Metropoliten von Russe Neofit und anderer bulgarischer und türkischer Würdenträger wieder geöffnet.
2008 wurde in der Empore der Kirche ein kleines Museum eingerichtet, das sich mit der Geschichte der Kirche und der Bulgaren in Edirne befasst. Auch eine Bibliothek mit bulgarischen Titeln wurde in den Räumlichkeiten der Kirche eingerichtet.